# Колотило Олександр Ілліч
Олекса́ндр Іллі́ч Колоти́ло (1979—2014) — старший сержант Збройних сил України, учасник російсько-української війни.

## Життєпис
Народився 1979 року в Банилові. Проживав у селі Банилів Вижницького району. 1996 року закінчив Банилівську ЗОШ; у 1997—1998 роках проходив строкову службу, старший сержант. Здобув професію помічника машиніста; працював різноробом.
8 квітня 2014 призваний до Збройних Сил України. Військовик 1-го батальйону 80-ї бригади, гавбична батарея. 13 липня 2014-го від нього був дзвінок додому — приблизно в районі бази Орєхово біля Луганська, повідомив, що вирушив із загоном на завдання, ще один дзвінок увечері того ж дня, повідомив, що по них стріляють з «градів» і живими вони напевно не повернуться. Є певні дані, що автомобіль з військовиками горів, але був час урятуватися. Наступного дня Розкішне визволено від бандформувань.
Вважався зниклим безвісти.
За іншою інформацією: загинув 13 липня 2014 р. в районі с. Розкішне, Лутугинський район, Луганська область, у бою під час операції з розблокування оточеного терористами міжнародного аеропорту Луганська. Колона військової техніки потрапила в засідку диверсійної групи на повороті з Лутугиного на Луганський аеропорт та була обстріляна з протитанкової зброї. Разом з Олександром загинули старший сержант А. Альошин, сержант І. Діяконюк та солдат П. Коноплев[джерело?].
Залишились батьки, брат, дружина Олеся та дві донечки — Анжеліка й Олександра.

## Нагороди та вшанування
- 8 вересня 2014 року — за особисту мужність і героїзм, виявлені у захисті державного суверенітету та територіальної цілісності України, вірність військовій присязі під час російсько-української війни, відзначений — нагороджений орденом «За мужність» III ступеня (посмертно).
- у липні 2016-го в Банилові відкрито пам'ятну дошку чести Олександра Колотила.
- нагрудний знак «За оборону Луганського аеропорту» (посмертно).